# Neqi
Neqi er et slagteri i Narsaq i Grønland. Slagteriet forabejder grønlandske dyr og slagter ca. 25.000 lam om året og et antal rensdyr. Slagteriet forædler desuden kødet. Dyrene lever vildt, inden de bliver fanget.
Prisen på grønlandsk lammekød er højere end prisen på udenlandsk lammekød, selvom det udenlandske kød er belagt med en afgift på 25,00 kr. pr. kg. Ikke desto mindre kan Neqi opretholde markedsandele, fordi lammekød fra Grønland har en speciel og delikat smag.
Slagteriet er imidlertid i økonomiske problemer, idet en investering på 40 millioner kroner til renovering af slagtefaciliteterne. Tidligere truede en lukning, men selskabets eksistens blev sikret ved en kapitaltilførsel på 4 millioner kroner årligt over en fireårig  periode.
Neqi har været en del af KNI-koncernen siden 1. januar 2005 og er således ejet af Grønlands Selvstyre.